# Tardáguila
Tardáguila es un municipio y localidad española de la provincia de Salamanca, en la comunidad autónoma de Castilla y León. Se integra dentro de la comarca de La Armuña. Pertenece al partido judicial de Salamanca y a la Mancomunidad La Armuña.
Su término municipal está formado por un solo núcleo de población, ocupa una superficie total de 24,69 km² y según los datos demográficos recogidos en el padrón municipal elaborado por el INE en el año 2017, cuenta con una población de 221 habitantes.

## Etimología
Citado como Oterdaguila en 1265 y en documentos del mismo siglo. Su origen es por lo tanto oronímico: el otero de águila. Puede compararse con Tardobispo (Zamora) (Oter de Obispo) y Taragudo (< *oter agudo), cerro al norte de Topas.
En escrituras de 1240 consta como Otero del Águila equivalente a Alto el Águila, con una población de 20 vecinos. A principios del siglo XVII, aparece con el nombre de Tardíguela. En cuanto a su dehesa, Arcillo, figura como Arzelo en escrituras de 1212.

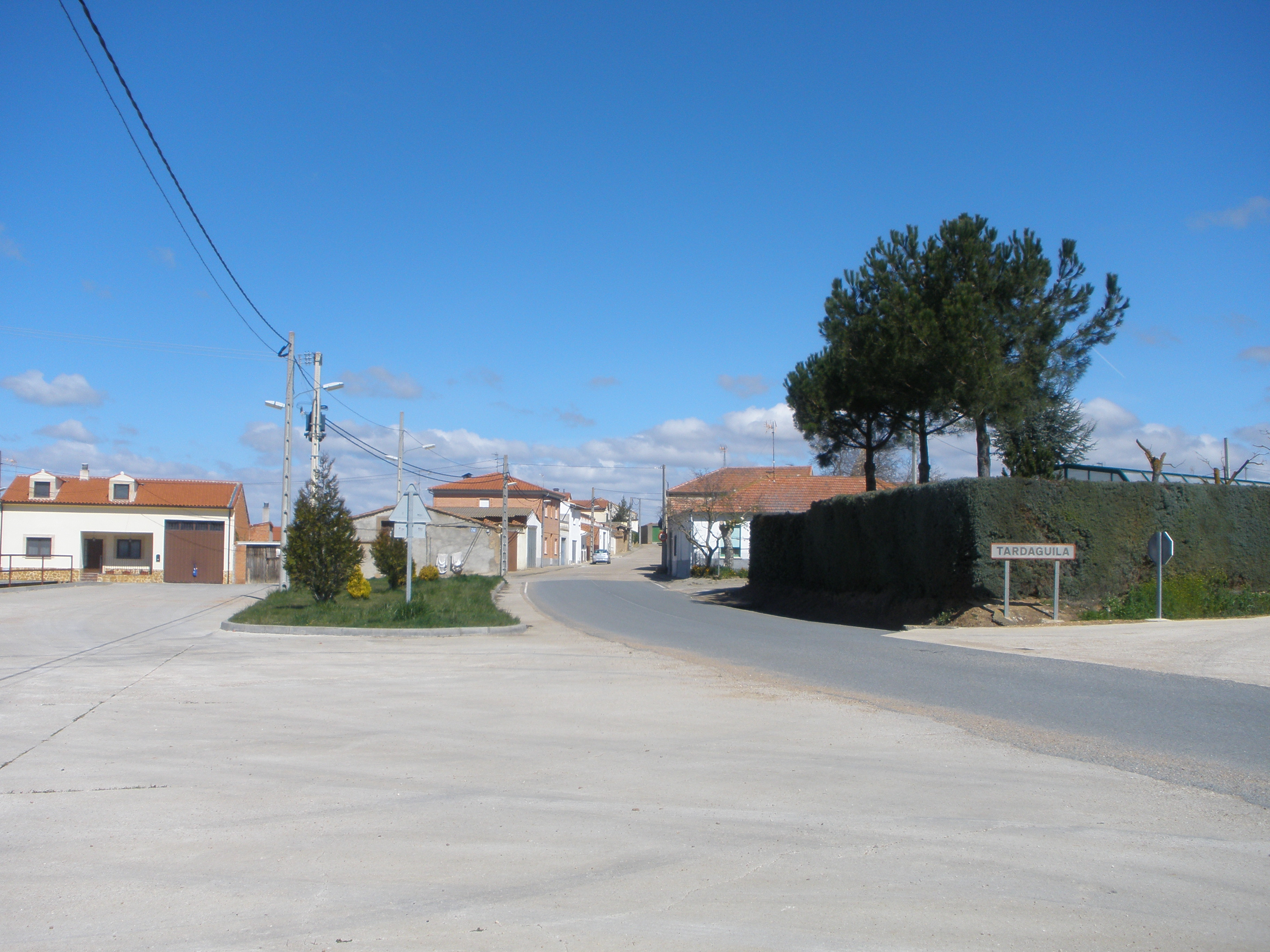
Entrada principal del pueblo

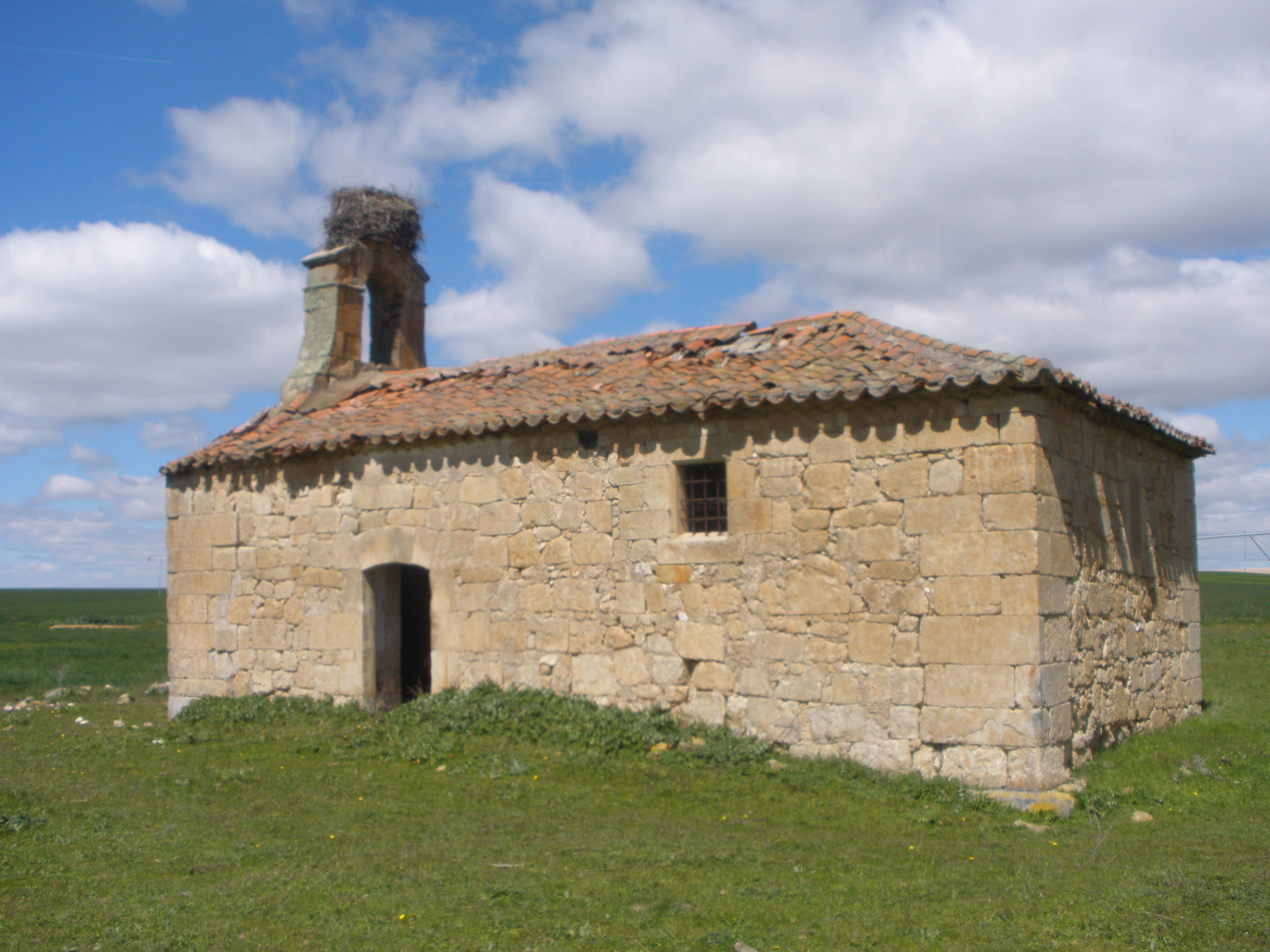
Ermita de San Andrés, donde se celebraba una gran fiesta en su honor

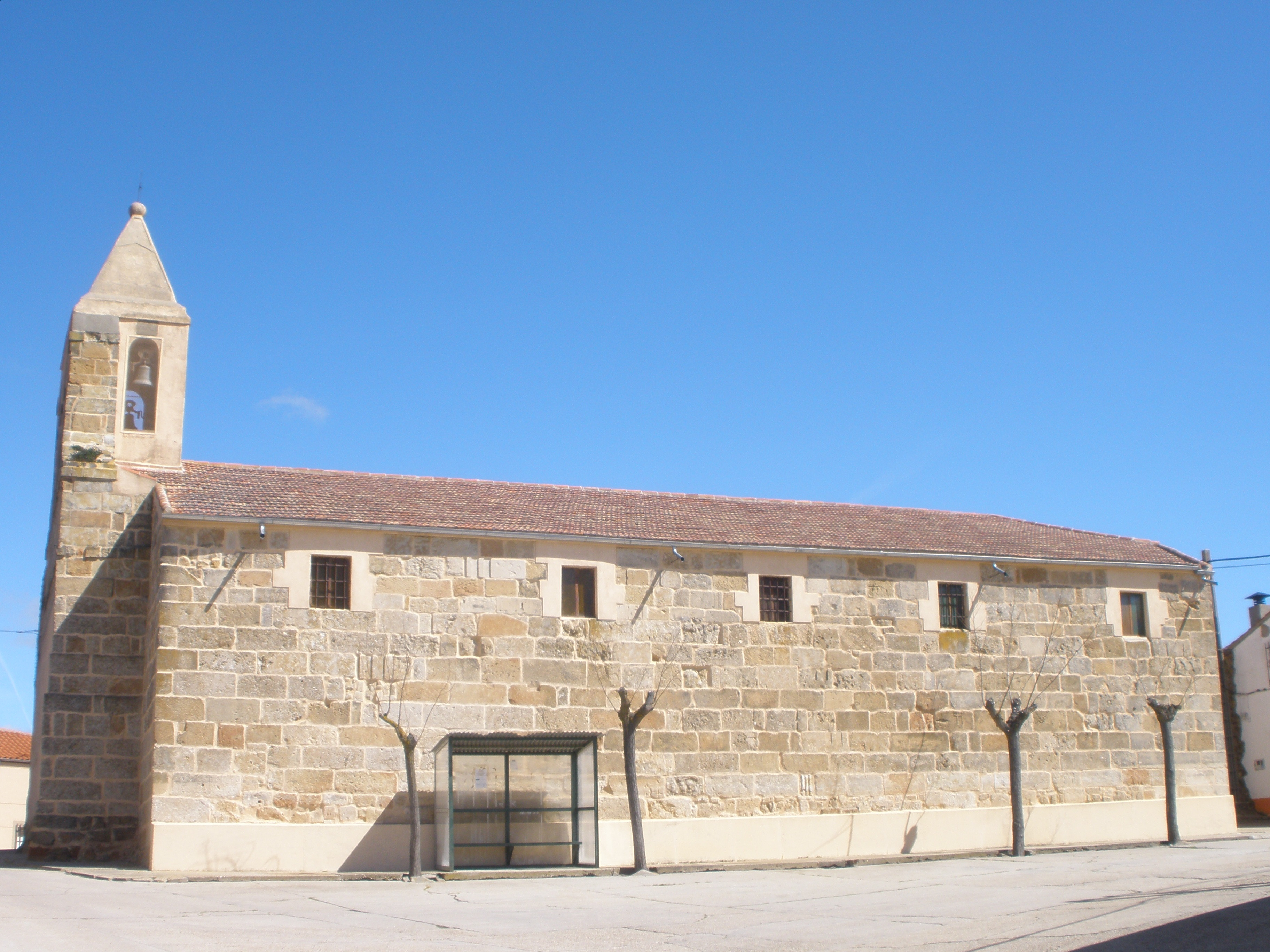
Iglesia parroquial

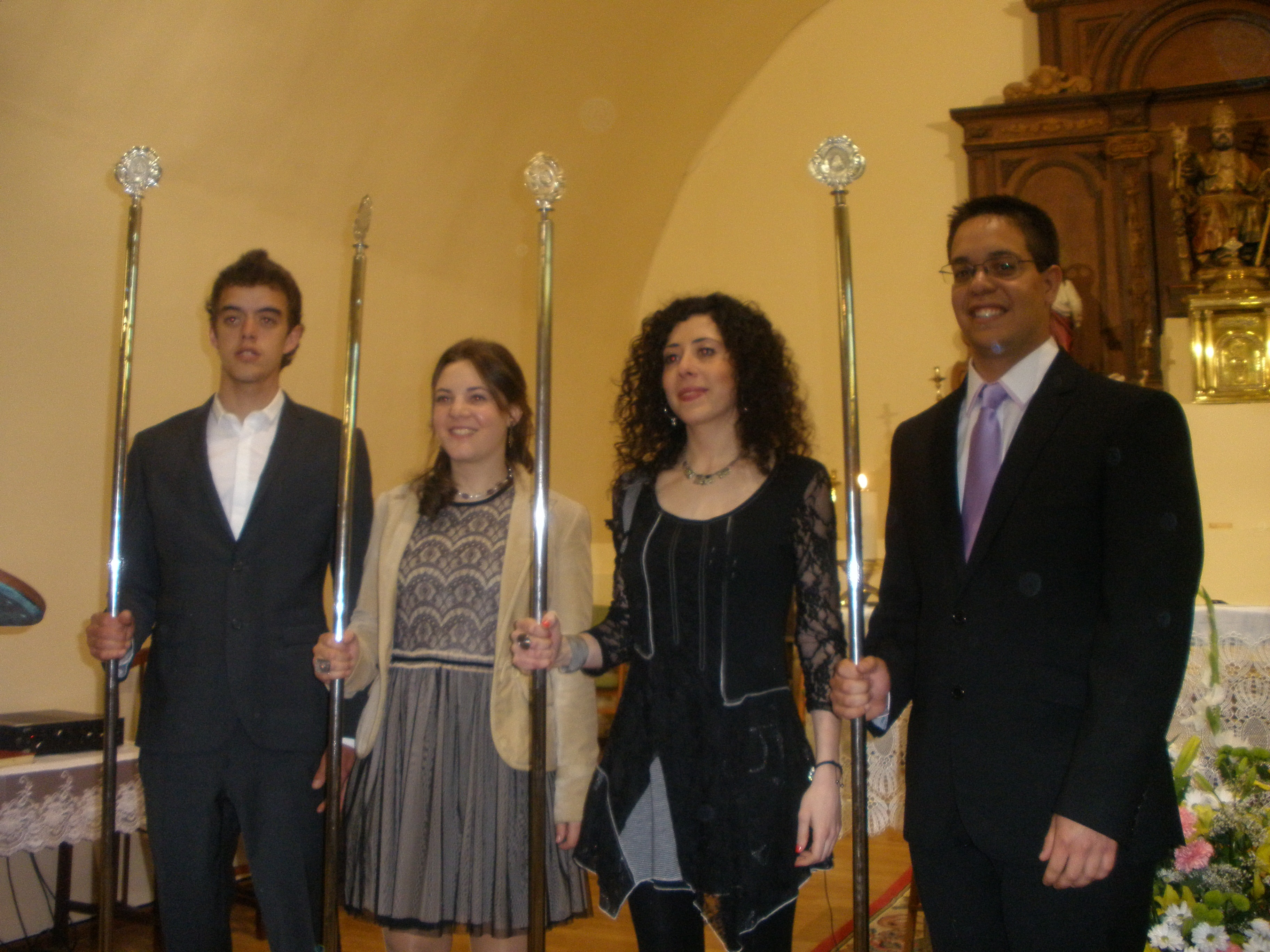
Cofrades de las fiestas de 2013

## Historia
Su origen puede situarse en la época romana, por excavaciones ordenadas por el Marqués de la Mina hacia 1880 en Arcillo. Al oeste del mismo, había labores de arada y restos de vestigios como estelas funerarias, cerámica, broches y adornos femeninos. Además de eso se hallaron construcciones con inscripciones latinas.
En la Edad Media fue repoblado por los reyes de León, quedando encuadrado en el cuarto de Armuña de la jurisdicción de Salamanca, dentro del Reino de León, denominándose entonces Oterdáguila.
En 1752 tenía ya su nombre actual y era lugar de Realengo. Este lugar era "tierra de trigo y centeno en seco". Se sembraba un año de cada dos tierras de buena, mediana e inferior calidad y las encinas estaban en el sitio “que llaman balde Espino”, no existiendo en el término otras plantaciones de árboles. El término tenía 1677 huebras, incluidos prados, eras, monte, matorrales y tierras inútiles. Además de trigo y centeno se sembraba, pero poca, cebada, algarrobas, garbanzos y lentejas. Como animales de cría se mencionaban los corderos, pollos, pavos, becerros, mulas, caballos y cerdos. Se producía también lana, cera y miel.
Con la creación de las actuales provincias en 1833, Tardáguila quedó encuadrado en la provincia de Salamanca, dentro de la Región Leonesa.
En la actualidad, Tardáguila es un pueblo humilde y pacífico con bastantes casas viejas y casi en ruinas. 
En el campo destaca el cereal de secano y, en regadío, remolacha, alfalfa y patatas entre otros. 
En cuanto a los animales destacan el cerdo, la vaca, el caballo...

## Geografía humana

### Demografía
Cuenta con una población de 197 habitantes (INE 2024).
| Gráfica de evolución demográfica de Tardáguila entre 1842 y 2021                                                      |
| |
| Población de derecho según los censos de población del INE. Población de hecho según los censos de población del INE. |

El número de habitantes censados según la revisión del Padrón municipal a 1 de enero de 2023 era de 192.

## Administración y política
| Partido político                         | 2019  | 2019  | 2019       | 2015  | 2015  | 2015       | 2011  | 2011  | 2011       | 2007  | 2007  | 2007       | 2003  | 2003  | 2003       |
| Partido político                         | %     | Votos | Concejales | %     | Votos | Concejales | %     | Votos | Concejales | %     | Votos | Concejales | %     | Votos | Concejales |
| Partido Popular (PP)                     | 58,74 | 84    | 4          | 62,50 | 95    | 4          | 58,33 | 119   | 4          | 58,16 | 114   | 4          | 65,57 | 120   | 4          |
| Partido Socialista Obrero Español (PSOE) | 47,55 | 68    | 1          | 45,39 | 69    | 1          | 39,71 | 81    | 1          | 37,76 | 74    | 1          | 29,51 | 54    | 1          |
| Unión del Pueblo Salmantino (UPSa)       | —     | —     | —          | —     | —     | —          | —     | —     | —          | —     | —     | —          | 2,04  | 4     | 0          |

## Monumentos y lugares de interés

### Arcillo y Espino-Arcillo
Situadas ambas al norte del pueblo, son dos alquerías, hoy de plena propiedad de los vecinos de Tardáguila. Estas dos alquerías han sido históricas.
Arcillo se halla como a kilómetros y medio del pueblo y tiene gran calidad de cultivos, pastos y abundante agua. Los documentos antiguos le asignan una extensión de 283 hectáreas, 76 áreas y 60 centiáreas, equivalentes a 634 huebras, de las que 366 eran de labor, 186 de pastizales, casas y caminos y las 82 restantes de fincas entradizas. De edificios no hay ya señal alguna, pero a mediados del siglo XX se descubrió un cementerio con sarcófagos lisos de granito y piedra dura de Huelmos. 
Espino-Arcillo es también conocida como Espinarcillo, Espinoarcillo o simplemente Espino.
La historia dice que esta alquería fue regalo de los Reyes Católicos a don Gonzalo de Córdoba, el Gran Capitán, allá en el año 1503, en agradecimiento a los servicios prestados a la Monarquía Hispánica en las batallas de Garellano, Geriñola y otros lugares al sur de Italia. Hay restos de dos casas y la coqueta ermita de San Andrés.
El medio par es una extensión que todavía existe que ocupa más de la mitad del término. En 1432, el término de Tardáguila, excluidas sus dos alquerías, tenía una extensión de unas 655 hectáreas o 1465 huebras. La mayor parte de esta superficie, más de 500 hectáreas o 1120 huebras, de las que 550 eran de labor, 150 de pastos y 420 de monte.

### Ermita de San Andrés
La ermita de San Andrés es una pequeña iglesia lugar de celebración de algunas festividades, particularmente la del día del santo. Se sitúa al oeste del pueblo, accediendo a través de caminos agrícolas. A un lado de la ermita existe una alameda y una casa en ruinas. 
El día de San Andrés se acudía desde el pueblo montados en carros tirados por bueyes, llevando comida para después de la misa para los concelebrantes. Los niños podían jugar en el prado adyacente al templo, o a disfrutar de la alameda.
En la actualidad la ermita está en ruinas por falta de conservación. A su vez la imagen del San Andrés y la campana fueron sustraidas. Siendo celebrada la misa en honor a la festividad de San Andrés en la iglesia parroquial del pueblo.

### Iglesia de San Pedro
Esta iglesia, de origen románico, es el edificio más importante del pueblo. En ella se celebran las fiestas en honor de San Pedro ad Víncula, Santa Engracia, San Isidro y, actualmente, la de San Andrés. También se celebran la eucaristía, el matrimonio, la comunión, el bautizo, etcétera.
San Pedro ad Víncula (o "encadenado"), patrón de Tardáguila, tiene su festividad el día 1 de agosto. Contando con diversas actividades con juegos infantiles, "fiesta de la espuma", teatro, verbena, campeonato de frontenis, misa, refresco y una comida popular. La comida popular consiste en una paella hecha en la lumbre y un trozo de helado o fruta. Algunas veces se despide la fiesta con una merienda formada por unos churros con chocolate.

### Santa Engracia
Santa Engracia fue una joven portuguesa que hizo un viaje de Portugal, pasando por Tardáguila y finalizando en Zaragoza. En esa ciudad pasó su vida hasta que en el 303 murió virgen y mártir.

### Cofradía
El 15 de abril de 1886 se inició la cofradía. En ella las personas se apuntaban en una lista y el día de la fiesta se pasaba lista y los que no estuvieran se anotaba falta. Cuando ya llevaban bastantes años apuntados se convertían en mayordomos, con la responsabilidad de pagar la fiesta (refresco, misa...). Los mayordomos llevaban unas varas con las que daban a conocer que eran los servidores de la Santa.
Años después se empezó a hacer fiesta en honor a Santa Engracia (1960 o 1961). Era el único pueblo en el que había fiestas. En esta fiesta había misa, procesión, partidos de pelota y bailes en la parte profana.
Actualmente solo se celebra misa, procesión, se pasa lista y sirve refresco. Por la noche hay una verbena en el salón de fiestas del pueblo.

## Cultura

### Leyendas

#### Santa Engracia
Un día Santa Engracia de camino desde Braga hasta El Rosellón y estando cansada, se sentó junto a un árbol, perdiendo algunas pertenencias al levantarse. Años más tarde se construiría la ermita justo dónde descansó Santa Engracia.
Cuenta la leyenda, los vecinos de Tardáguila y Arcediano encontraron una imagen de Santa Engracia en la "raya" entre ambos pueblos y decidieron sacarla. Los de Arcediano tenían mejor ganado e intentaron tirar con unos bueyes fuertes de la imagen, pero Santa Engracia no quiso ceder hacia ellos. Le tocó el turno a los de Tardáguila, que tenían unos bueyes débiles y delgados, y consiguieron llevarse la imagen de Santa Engracia al pueblo nombrándola su patrona.

#### El pastor y el bastardo
Se cuenta en Tardáguila que un joven pastor encontró un bastardo recién nacido al que crio con leche de oveja y cabra, viéndolo crecer. Un día el pastorcillo fue llamado a cumplir sus deberes con la patria y se ausentó del lugar. Regresó a Tardáguila al cabo de un tiempo y encontró al bastardo tan desarrollado y tan grande que desconfió, pero los silbidos de llamada los llevaron al mutuo reconocimiento. Al acercarse al pastor, el reptil se enrolló alrededor de su cuerpo y lo oprimió con tanta fuerza que lo asfixió, vengándose del abandono en que lo había dejado.